# 青州市站
青州市站，位于中华人民共和国山东省潍坊市青州市，是胶济客运专线上的铁路车站，建于2008年，由济南局集团青岛西车务段管辖。

## 歷史
- 建于2008年。

## 車站周邊
- 青州客运站
- 山东省民族中等专业学校